# Agapeta zoegana

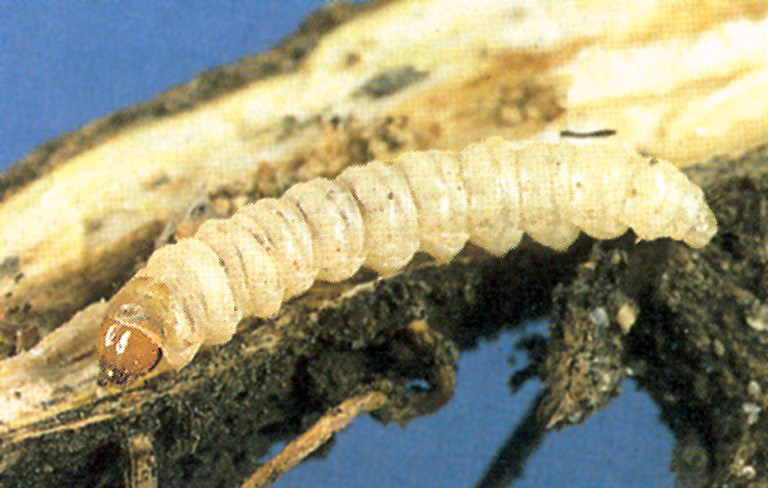
Raupe von Agapeta zoegana

Agapeta zoegana ist ein Schmetterling (Nachtfalter) aus der Familie der Wickler (Tortricidae). Im Englischen trägt die Schmetterlingsart die Namen Sulphur Knapweed Moth („schwefelfarbige Flockenblumenmotte“) und Knapweed Root-borer („Flockenblumen-Wurzelbohrer“).

## Merkmale
Die Falter haben eine Flügelspannweite von 15 bis 25 Millimeter und sind schwefelgelb gefärbt. Am äußeren Rand der Vorderflügel befindet sich ein großer rotbrauner Ring. Auf halber Länge befindet sich nahe der Vorderflügelhinterkante ein rotbrauner Fleck. Außerdem ist die Vorderflügelvorderkante im Basisbereich rotbraun gefärbt. Die weiblichen Falter sind gewöhnlich größer als ihre männlichen Artgenossen.

## Ähnliche Arten
- Agapeta hamana – ähnliche Färbung, aber andere Flügelzeichnung

## Verbreitung
Agapeta zoegana ist in der westlichen Paläarktis heimisch. Sie kommt in Europa fast überall vor. Nach Osten reicht ihr Vorkommen bis zum Ural und in den Nahen Osten. Aufgrund der Ausbreitung ihrer Futterpflanzen, den Flockenblumen, in Nordamerika wurde die Schmetterlingsart zur biologischen Schädlingsbekämpfung ausgewählt. 1984 wurde die Art im Mittleren Westen westwärts bis zur Westküste der USA ausgesetzt, wo sie nun sesshaft geworden ist. Zur gleichen Zeit wurde auch in British Columbia in Westkanada mit der Einführung der Schmetterlingsart begonnen.

## Lebensweise
Die Hauptfutterpflanze von Agapeta zoegana bildet die Schwarze Flockenblume (Centaurea nigra). Daneben frisst die Art auch an anderen Flockenblumen wie Centaurea diffusa, Centaurea debeuxii und Centaurea biebersteinii.
Agapeta zoegana bildet in Nordamerika gewöhnlich eine einzige Generation, während in Europa, abhängig vom Klima, zwei oder auch mehr Generationen üblich sind.
Die Falter fliegen von Mai bis August. Sie sind während der Dämmerung und bei Nacht aktiv. Sie werden häufig an künstlichen Lichtquellen angetroffen.
Die weiblichen Falter legen nach der Paarung ihre Eier an Flockenblumen ab. Nach 7–10 Tagen schlüpfen die Raupen. Sie vergraben sich und bohren später am Wurzelwerk der Pflanze. Es gibt 6 Larvenstadien. Die Art überwintert als Raupe. Im Spätfrühjahr bzw. zu Sommerbeginn verpuppen sich die Raupen in einem Kokon nahe der Wurzelkrone.